# Moncenisio (Italia)
Moncenisio (Monsnis in piemontese, Moueini in francoprovenzale, Mont Cenis in francese) è un comune italiano di 47 abitanti della Val Cenischia, collaterale della Valle di Susa, nella città metropolitana di Torino (Piemonte), sviluppatosi lungo la Via Francigena nei pressi del Colle del Moncenisio. È il nono comune meno popoloso d'Italia.
Fino a prima della seconda guerra mondiale il comune aveva il nome di Ferrera Cenisio (Frere Moueini in francoprovenzale); il nome venne cambiato in polemica con la Francia nel 1940, quando la sede municipale venne spostata al colle dal podestà fascista dell'epoca.

## Geografia fisica

### Territorio
Il paese è situato in val Cenischia, laterale della Val di Susa, circa 70 chilometri a nord-ovest da Torino, sul percorso dell'antica strada per il Colle del Moncenisio che mette in comunicazione la Moriana (o valle dell'Arc) con la valle di Susa. Il territorio comunale faceva parte della Comunità Montana Valle Susa e Val Sangone e confina a nord ed a ovest con la Francia.

### Clima

Il paese di Ferrera Cenisio, ora Moncenisio, visto dal ponte inferiore

## Storia
Le prime testimonianze sono legate alla storia del valico del Moncenisio, che divenne nel XVI secolo una via di primaria importanza per i rapporti commerciali fra Italia e Francia, facente parte della Via Francigena, della quale si conservano lunghi tratti dell'antica mulattiera. Il percorso dei viandanti prevedeva lo smontaggio dalle carrozze a Novalesa, in modo da proseguire il cammino per la ripida mulattiera che, attraverso Ferrera, portava al valico; di qui si poteva poi scendere verso Lanslebourg-Mont-Cenis, al di là delle Alpi.
Per lungo tempo si è pensato all'origine del paese come legata al transito del valico (Ferrera dal lat. ferre, portare), ma una parola definitiva è stata data dagli studi di Luca Patria, che nel 1999 ha pubblicato uno studio su di un documento che attesta la fondazione di un primo borgo per lo sfruttamento minerario della zona (Ferrera deriverebbe perciò dal minerale ferro). 
Nello studio si spiega che nel 1224 alcuni borghesi della Val di Susa e della Maurienne si accordarono con l'abbazia di Novalesa, proprietaria della zona, per la coltivazione delle miniere, anche con l'impiego di maestranze bergamasche. Si tratta di una carta di popolamento che dettaglia nei particolari il nuovo abitato. Inoltre, inizialmente il paese, afferma lo studioso, sarebbe stato traslato in tre diverse zone, l'ultima delle quali è quella che ancora oggi occupa. Nel corso del Trecento il progressivo esaurimento delle miniere di ferro determinò infatti la riconversione del borgo in punto di ospitalità della Via Francigena del Moncenisio (Luca Patria parla di Via Mediolanensium), come attestato anche dalle ricognizioni che narrano di case porticate.
Il periodo di massimo sviluppo si ebbe tra 1600 e 1800 e vide la presenza sul territorio del comune di quattro alberghi ("Sant'Antonio", "dell'Angelo", "della Croce Bianca" e "del Montone"). Già da secoli però la maggior parte dei suoi abitanti si occupava di far da guida ai viandanti od offriva il trasporto mediante muli o con l'ausilio di portantine chiamate ramasses, perché costruite con un semplice fascio di rami, i cui portatori erano chiamati marrons. La popolazione raggiunse circa 300 abitanti.

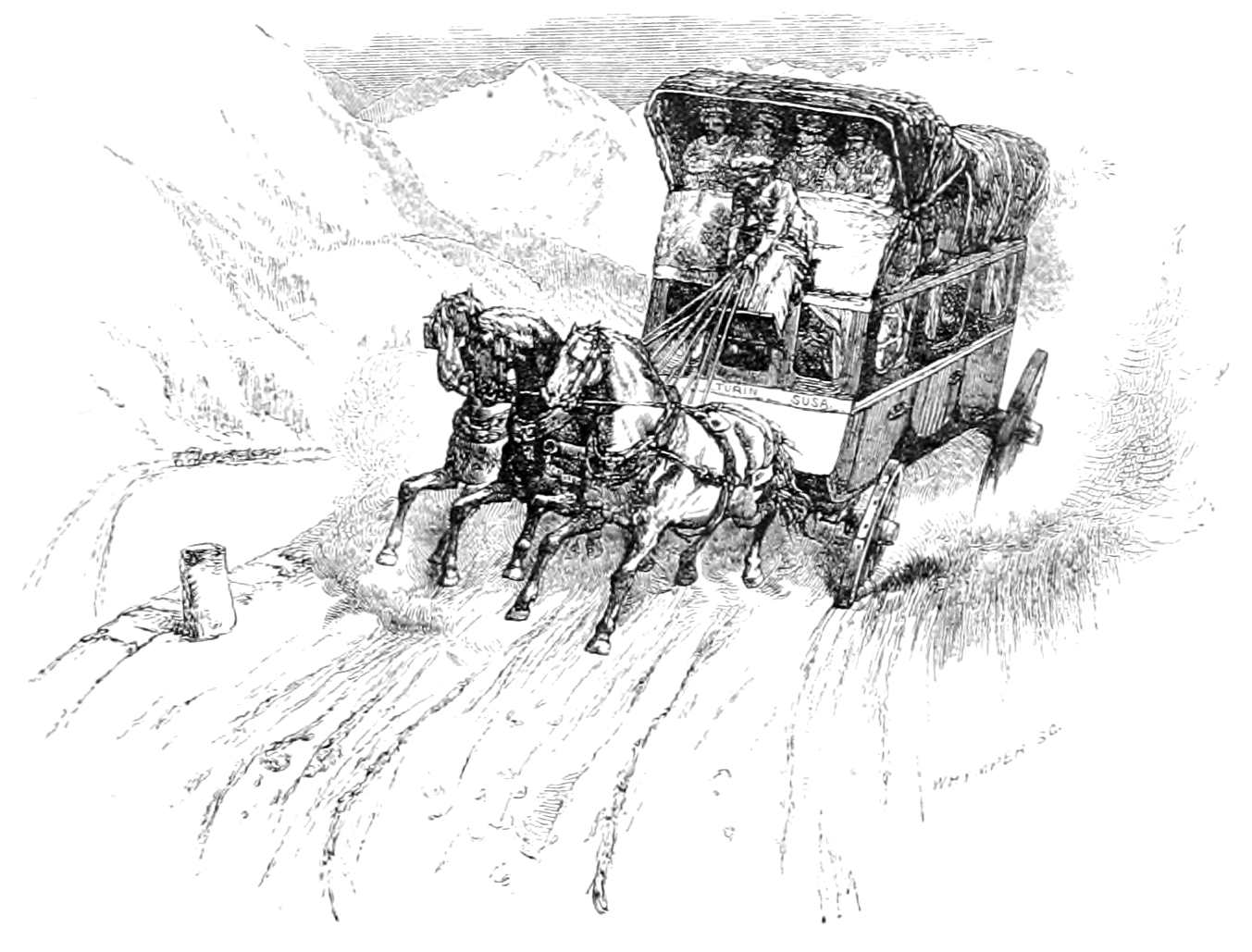
Edward Whymper, Attraversando il Moncenisio (da The Ascent of the Matterhorn, 1880)

Nel periodo 1803 - 1811 venne costruita, per ordine di Napoleone Bonaparte, la strada napoleonica (l'attuale SS25), che tagliò fuori il paese e soprattutto rese praticamente inutile il servizio offerto dalle guide e dai portatori. All'inizio gli abitanti furono impiegati nella costruzione della strada stessa ma, una volta terminata, non rimase che la pastorizia o l'emigrazione verso i paesi della bassa valle.
Come per la vicina Novalesa, tuttavia, la creazione del nuovo itinerario e il relativo crollo economico della comunità, con l'assenza di ogni attività di rinnovo, contribuì a preservare il paese nella sua forma più antica.

## Monumenti e luoghi d'interesse

Il portone della chiesa parrocchiale, raffigurante San Giorgio

Il campanile della parrocchiale

Il paese si sviluppa prevalentemente lungo il corso del torrente Cenischia e nei pressi si trovano due piccoli laghi alpini naturali.

È sede dell'Ecomuseo delle Terre al Confine, dedicato ai mestieri della montagna (la lavorazione del latte, la fienagione, l'attività di guide): nell'edificio dell'Ecomuseo hanno sede il Centro di Documentazione Alpina e la Biblioteca Comunale, che aderisce al Sistema Bibliotecario Valsusa.
Particolarmente interessanti i dintorni, ricchi di endemismi botanici e rarità (quali la viola cenisia) e scrigno di una biodiversità ancora ben preservata.
Nel piccolo piazzale tra l'antica chiesa di San Giorgio (la cui effigie si ritrova sul portone della chiesa e in diversi affreschi) e il torrente vi è un frassino plurisecolare che ha più di 200 anni. Caratteristica del borgo è la presenza di numerose meridiane con scritte in lingua francoprovenzale, nonché le numerose case che presentano caratteristiche costruttive tipiche dell'Alta Moriana (come ad esempio Aussois), con cui condivide storia e cultura.
Edifici rilevanti si ritrovano infatti su terreni come quello della Piana di San Nicolao, che è territorio francese dal 1947, ma che appartenne al comune di Moncenisio, dove si trova l'antico ospedale fondato dai Malabaila di Asti nel XIV secolo per l'assistenza ai viaggiatori e l'attigua cappella in stile romanico risalente al XII secolo. L'edificio dell'ex ospedale è di proprietà del comune e in via di ristrutturazione a scopi turistici e di valorizzazione delle attività del territorio.
Nella stessa piana si trovano ruderi di varie installazioni militari risalenti agli anni trenta del Novecento e facenti parte del Vallo alpino: tra di esse particolarmente interessante, all'imbocco del pianoro, l'opera difensiva in caverna artificiale (visibile solo se muniti di attrezzature idonee, caschi, lampade e calzature da alta montagna).
Poco prima si incontra un tunnel superstite della ferrovia Fell, in funzione dal 1867 al 1870, in ottimo stato di conservazione e percorribile senza attrezzature particolari. Più a monte, interessanti resti di installazioni militari e di una cava di pietra, la medesima che è stata impiegata per la realizzazione della fontana antistante l'edificio sede del comune e di alcuni particolari costruttivi. La zona, trascurata dal turismo di massa, presenta interessanti e rare fioriture estive ed è uno dei punti di partenza per la salita al lac Roterel (o lac de l'Arpon).
Il capoluogo è punto di partenza per interessanti escursioni sui numerosi sentieri che attraversano le montagne, sia d'estate, sia d'inverno con le racchette da neve. In tutte le stagioni si può ripercorrere con una escursione l'antica Via Francigena, localmente identificata dalla segnaletica come Strada Reale, sia a monte del paese in direzione del valico, sia a valle verso Novalesa.

## Società

### Evoluzione demografica
Abitanti censiti

## Economia
Moncenisio è uno dei tanti borghi montani che si ripopolano durante l'estate per via delle persone che vi trascorrono un periodo di villeggiatura. I residenti ufficiali sono una quarantina, che si riducono a poco più di una decina da settembre a giugno. Nei periodi di massima presenza non si superano comunque mai le settanta unità.

## Amministrazione
Di seguito è presentata una tabella relativa alle amministrazioni che si sono succedute in questo comune.
| Periodo        | Periodo        | Primo cittadino    | Partito                                   | Carica  | Note   |
| -------------- | -------------- | ------------------ | ----------------------------------------- | ------- | ------ |
| 5 aprile 1987  | 17 giugno 1990 | Vittorio Perottino | -                                         | Sindaco | [ 11 ] |
| 17 giugno 1990 | 24 aprile 1995 | Vittorio Perottino | -                                         | Sindaco | [ 11 ] |
| 24 aprile 1995 | 14 giugno 1999 | Mauro Carena       | -                                         | Sindaco | [ 11 ] |
| 14 giugno 1999 | 14 giugno 2004 | Mauro Carena       | lista civica                              | Sindaco | [ 11 ] |
| 14 giugno 2004 | 8 giugno 2009  | Vittorio Perottino | lista civica                              | Sindaco | [ 11 ] |
| 8 giugno 2009  | 26 maggio 2014 | Vittorio Perottino | lista civica                              | Sindaco | [ 11 ] |
| 26 maggio 2014 | 27 maggio 2019 | Bruno Perotto      | lista civica Montagna che vive            | Sindaco | [ 11 ] |
| 27 maggio 2019 | 10 giugno 2024 | Mauro Carena       | lista civica Moncenisio Insieme           | Sindaco | [ 11 ] |
| 10 giugno 2024 | in carica      | Mauro Carena       | lista civica Ferrera Moncenisio nel cuore | Sindaco | [ 11 ] |